# WBXML
WAP Binary XML (WBXML) — компактное бинарное представление XML. Разработано Open Mobile Alliance для передачи через беспроводные соединения с низкой скоростью. В данный момент WBXML рассматривается Консорциумом Всемирной паутины для включения в семейство стандартов WAP. Текущая версия 1.3.
WBXML сейчас используется в SyncML, WML, Wireless Village, OMA DRM, программировании телефонов через беспроводную связь.

## Структура
Для кодирования чисел используется многобайтовое представление. Последний байт начинается с бита 0, остальные — с 1. Остальные 7 бит уже кодируют положительное целое число.
Файл начинается с байта с номером версии WBXML (версия 1.3 кодируется как 0x03). Далее идёт тип документа в виде ссылки на строку с именем (в таблице строк) или кода для хорошо известных типов, например, WML. Следующее число указывает на кодировку, коды которой указаны в «IANA Charset MIB» (RFC 3808). В конце заголовка идёт таблица строк (сначала длина, а потом содержимое). Строки в ней разделены символом NULL. Для большей компактности строки в названии тега, атрибутах и содержимом можно указать просто как смещения в этой таблице.
Если формат XML-документа заранее известен, то название тегов и атрибутов можно обозначить заранее обговорённым байтом. Чтобы использовать более 256 имён, они разделены на страницы, которые можно менять с помощью специальной команды: байт SWITCH_PAGE и байт с номером страницы.
Перед каждым тегом идёт байт, указывающий, имеет ли он атрибуты и содержимое (LITERAL, LITERAL_A, LITERAL_C или LITERAL_CA) и смещение в таблице строк. Или он может быть указан в виде байта, где первый бит указывает на наличие атрибутов, второй — содержимого, а остальные кодируют заранее договорённый код тега. Атрибуты указаны далее как обговорённый байт или LITERAL и ссылки на таблицу строк. Далее - строка с его значением и байт END. Строки, как в значении атрибута, так и в содержимом тега, могут быть либо байтом STR_T и смещением в таблице строк, либо STR_I и строкой с NULL на конце. Содержимое тега закрывается байтом END.
Тег может содержать и бинарные данные (например, изображение или сжатую информацию), которые кодируются в виде специального байта OPAQUE, длины данных и самого содержимого.